# Germán Álvarez Algeciras
Germán Álvarez de Algeciras y Jiménez (Jerez de la Frontera, 1848-Jerez de la Frontera, 1912) fue un pintor costumbrista español. Fue sobrino y heredero del ministro de Hacienda Juan Álvarez Mendizábal.

## Vida

### Inicios
Nació en 1848 en Jerez de la Frontera y estudió en Cádiz, en Jerez y en la capital italiana, Roma. Más adelante contrajo matrimonio con su prima hermana Encarnación Álvarez Delgado, natural de Jimena de la Frontera, pues el padre de ésta, Rafael (hermano de Mendizábal) se había establecido, como médico, en aquella población. Por ello pasó en ella largas temporadas, realizando una obra abundante; en la actualidad colección particular de sus descendientes de Jimena.

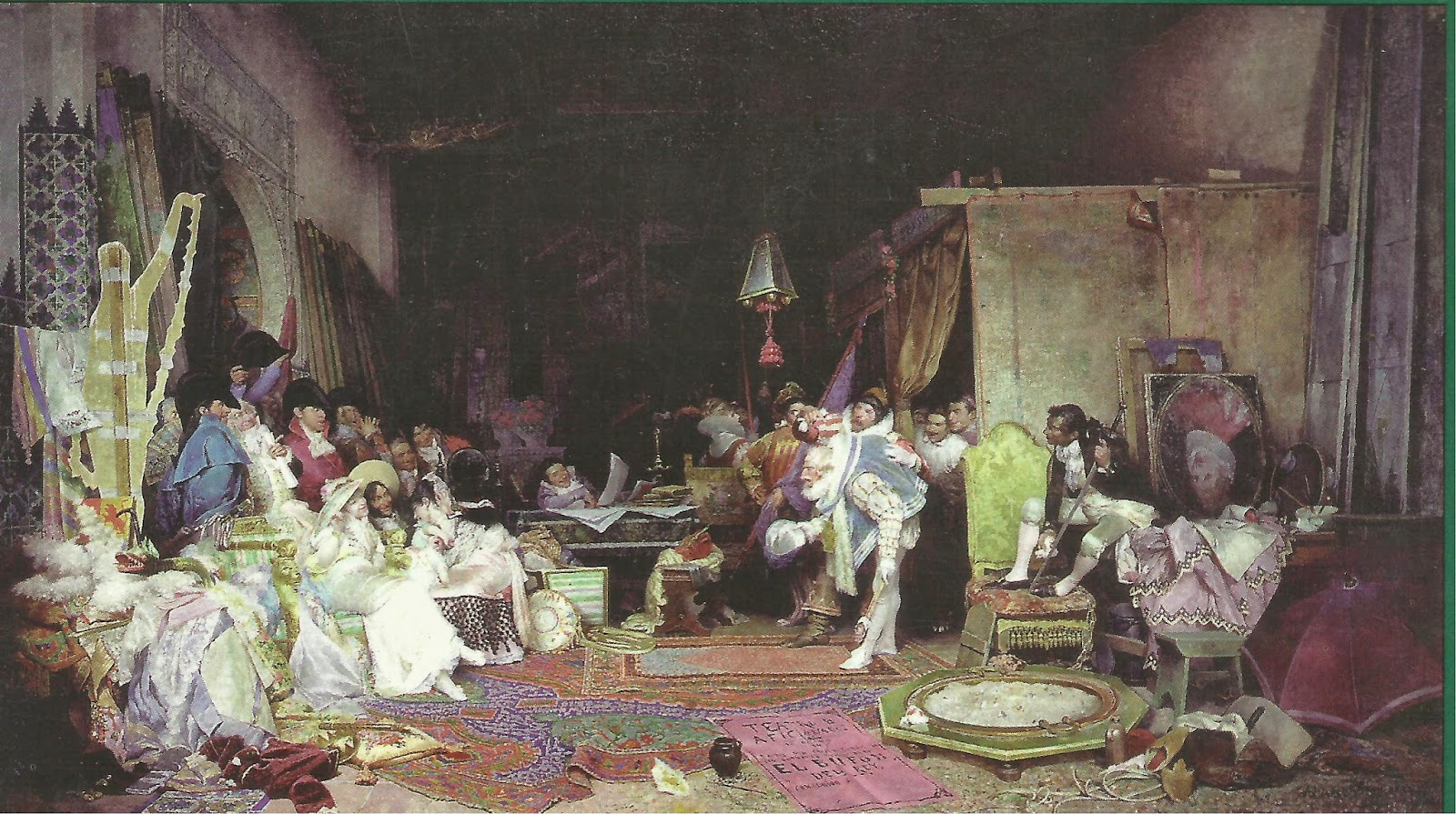
El último ensayo de un drama también conocido como El bufón del rey.

Durante el que fuera el primer período de su pintura hay que destacar los retratos familiares como el de su sobrino, que se encontraba enfermo y falleció poco después, "Antoñito Álvarez" y el que realizó a su primo y cuñado "Martín Álvarez Delgado" en 1869. También hay que señalar los bodegones y las escenas de la vida cotidiana. Estas, son sus primeras obras en las que firmó tan sólo Germán Álvarez. En esta primera parte de su obra hay que resaltar su ritmo cromático, movido y exuberante, que evoca la época española vivida por el artista que, como todos sus coetáneos (Villegas, Jiménez Aranda, Gonzalo Bilbao, Sorolla...) estudió en Roma (1871-1876).

### De Roma a Jerez
En 1879 centra su vida en Jerez, dedicándose a la enseñanza y a la creación de lo mejor de su obra; concurriendo a la Exposición Nacional de 1874 con el cuadro El regreso del Gólgota y en 1877 a la de Sevilla con Después de los postres y El último ensayo de un drama también conocido como "El bufón del rey". Alfonso XII (bajo cuyo reinado se concedió a Jimena el título de ciudad) adquirió este cuadro, actualmente propiedad del Patrimonio Nacional (se encuentra en el Salón de los Recuerdos del Palacio de Ríofrío (Segovia).

### Últimos años
Como causa del intenso trato que tuvo en Roma con José Jiménez Aranda siguió la tendencia de Fortuny, recreando el tema monaguillista como casi todos los pintores costumbristas españoles de entonces; en el caso de Álvarez Algeciras con su obra "En la sacristía", de 1905, en la que la perspectiva está muy estudiada y no falta nada en cuanto descripción del ambiente se refiere. Ya en el cuadro, la lluvia de fuera se insinúa con el paraguas y en el periódico del suelo se puede leer, con alguna cierta dificultad, "Diario de Jerez".
Fue director de la Academia de Bellas Artes de Santo Domingo y a él se debe el auge de esta institución. También fue presidente de la sección de Bellas Artes del Ateneo, Científico, Literario y Artístico.
Junto con Encarnación Álvarez Delgado (hermana del director espiritual de las Hermanas de la Cruz en época de sor Ángela) sólo tuvo dos hijos que murieron de corta edad.
Siendo Director Honorario de la Academia de Bellas Artes de Santo Domingo falleció en Jerez, a los sesenta y cuatro años de edad, en 1912.

## Análisis de su obra
Álvarez de Algeciras es una de las figuras más relevantes de la pintura española costumbrista de finales del siglo XIX y principios del XX; pintura olvidada bastante tiempo debido a la irrupción del arte del siglo XX aunque, en nuestros días, se va rescatando del olvido y degustando su exquisitez, que hace grandes obras tan intimistas como las de este pintor.